# El Zapote, Xiutetelco
El Zapote är en ort i Mexiko.   Den ligger i kommunen Xiutetelco och delstaten Puebla, i den sydöstra delen av landet, 190 km öster om huvudstaden Mexico City. El Zapote ligger 2 044 meter över havet och antalet invånare är 560.
Terrängen runt El Zapote är bergig. Runt El Zapote är det ganska tätbefolkat, med 149 invånare per kvadratkilometer. Närmaste större samhälle är Teziutlan, 5,3 km nordväst om El Zapote. I omgivningarna runt El Zapote växer huvudsakligen savannskog.